# 橋本純
橋本 純（はしもと じゅん、1962年 - ）は、日本の小説家、架空戦記作家。日本推理作家協会会員。京都府京都市在住。
群馬県前橋市出身。模型建築デザイナー、東京新聞コラムでフリーライターデビュー、1989年コミック「シュパッツ」（大野安之　画）月刊コンバットコミック誌でコミック原作者デビュー、同時にコンバットコミック誌を中心に軍事解説記事を執筆。居村信二、国城さとし、上田信、城久人、もりやてつみ他の漫画家に原作提供。光栄、並木書房等で軍事解説本を執筆。1993年末、『ト・ロ・ル』２００X年の黙示録（光栄　刊）で小説家としてデビュー。ホラー作品も発表するようになった。「連合艦隊零号作戦」（飛天出版　刊）以降戦争シミュレーション、戦国期幕末期の小説を発表。約70タイトルの作品及びシリーズを刊行。別名で月刊ナックル（ミリオン出版）に記事及びコミック原作を提供していた。
2004年頃に体調を崩し休養を宣言。しばらく治療に専念するとのことで休筆に入った。『鶴翼の楯』『超次元大戦』などの未完作品がある。
2016年ナイトランドクォータリー誌にホラー新作を発表。その後短編を同誌に2本掲載している。
即売会などで新作頒布も行っている。
現在京都を拠点に(現在は滋賀県在住)各種執筆及びボランティア活動に従事している。
2021年にクトゥルー作品短編を青心社刊行のアンソロジー『深淵に魅せられし者』に掲載、5月から3ヶ月連続で『帝国本土迎撃戦』コスミック文庫(鉄槌の加筆訂正版)を刊行。
同年10月からコスミック文庫で波動大戦を下敷きにした書き下ろし『超時空イージス戦隊』全3巻予定で刊行。
2022年に新作時代がき書き下ろし出版がアナウンスそれている。

## 作品リスト

### 軍事関係
- 帝国海軍空母機動部隊A～Z
- 日本海軍水雷戦隊A~Z
- 提督の決断戦略ブック　真珠湾攻撃編

### 架空戦記
- トロル

- 連合艦隊零号作戦（発表時は全1巻、のち加筆により全2巻）
- 東亜零号作戦（全1巻）
- 帝国艦隊猛烈戦記シリーズ（全3巻）
- 帝国艦隊・重爆戦隊撃滅作戦（全1巻）
- 帝国艦隊・南太平洋強襲作戦（全1巻）
- ソロモン海電撃作戦（全1巻）
- 大本営特務作戦（全1巻）
- 海嶺の連合艦隊（全1巻）
- 第七航空艦隊戦記（既刊4巻：ただし続編予定）
- 比島争奪大作戦
- 巨翼の海原 連合艦隊加州戦記（全2巻：ただし続編予定）
- 鶴翼の楯（既刊4巻）
- 海鷲の艦隊（全2巻：2巻のタイトルは「新・海鷲の艦隊」）
- 荒鷲の艦隊
- 超次元大戦（既刊2巻）
- 超時空AI戦艦「大和」（全4巻）
- 海鷲の艦隊 南雲機動部隊最後の栄光（全1巻）
- 雷撃戦隊、南北太平洋席巻す
- 連合艦隊大西洋決戦（既刊２巻）
- 旭日燃ゆ（全4巻）
- 波動大戦（全6巻）
- 激闘! 環太平洋大攻防戦（全4巻）
- 鉄槌 1944迎撃!本土決戦!!（全5巻）
- 信長 覇海～猛き波濤
- 覇王群雄伝（既刊3巻）
- 徳川慶喜覇王伝（全2巻）
- 高杉晋作悪党伝!（既刊1巻）
- 毛利制覇の野望
- パワーミッション1999（全3巻）
- 極東謀略戦線（全2巻）
- 虎は熱砂に蘇る
- 半島有事

### ホラー作品
- ホーリーメイデン―碧の瞳の少女
- 家康入神伝
- 黒髪
- 三国志の不思議な話
- 三国志闘神伝説
- 三国志武闘伝

- 百鬼夢幻

### コミック関連（原作及び単行本監修関係他）
- 逆転太平洋戦争
- 激突機動部隊決戦
- 連合艦隊零号作戦
- 南太平洋重爆作戦
- ドイツ機甲部隊
- 戦艦大和の挽歌
- 特攻
- 特攻震天制空隊
- 鉄十字の虎
- 鋼鉄の虎
- 帝国陸軍激闘録
- ルフトバッフェ
- 激突東部戦線
- 湾岸激闘録